# Herbert Daly
Herbert J. Daly (* 1865; † 1930) war ein anglo-australischer Maler. 

## Leben
Herbert Daly war einer der sieben Künstler, die 1889 an der Kunstausstellung The 9 by 5 Impression Exhibition teilnahmen. Er stellte aber nur ein einziges Werk dort aus: Point Baring (Kat. Nr. 40a). Sonst ist über den Künstler nur sehr wenig bekannt. Belegt sind Aufenthalte in Italien, in Frankreich (Paris), Marokko (Marrakesch) und in Irland, wo er 1928 ein Gemälde in der Royal Hibernian Academy of Arts ausstellte: La Koutoubia, Marrakech, Kat. Nr. 162 (RHA Annual Exhibition).
Herbert Daly stiftete das Gemälde Chateau Gaillard, Les Andelys on Seine seines Malerkollegen Emanuel Phillips Fox an die Art Gallery of Western Australia. E. Phillips Fox war ein Vertreter der Heidelberg School.
Seine Witwe stiftete 1946 ein Werk ihres Mannes, Mimosa and Anemone Blossoms, ebenfalls an The Art Gallery of Western Australia.
Werke von Herbert Daly befanden sich im Nachlass von Sarah Purser und wurde im Mespil House versteigert.

## Werke (Auswahl)

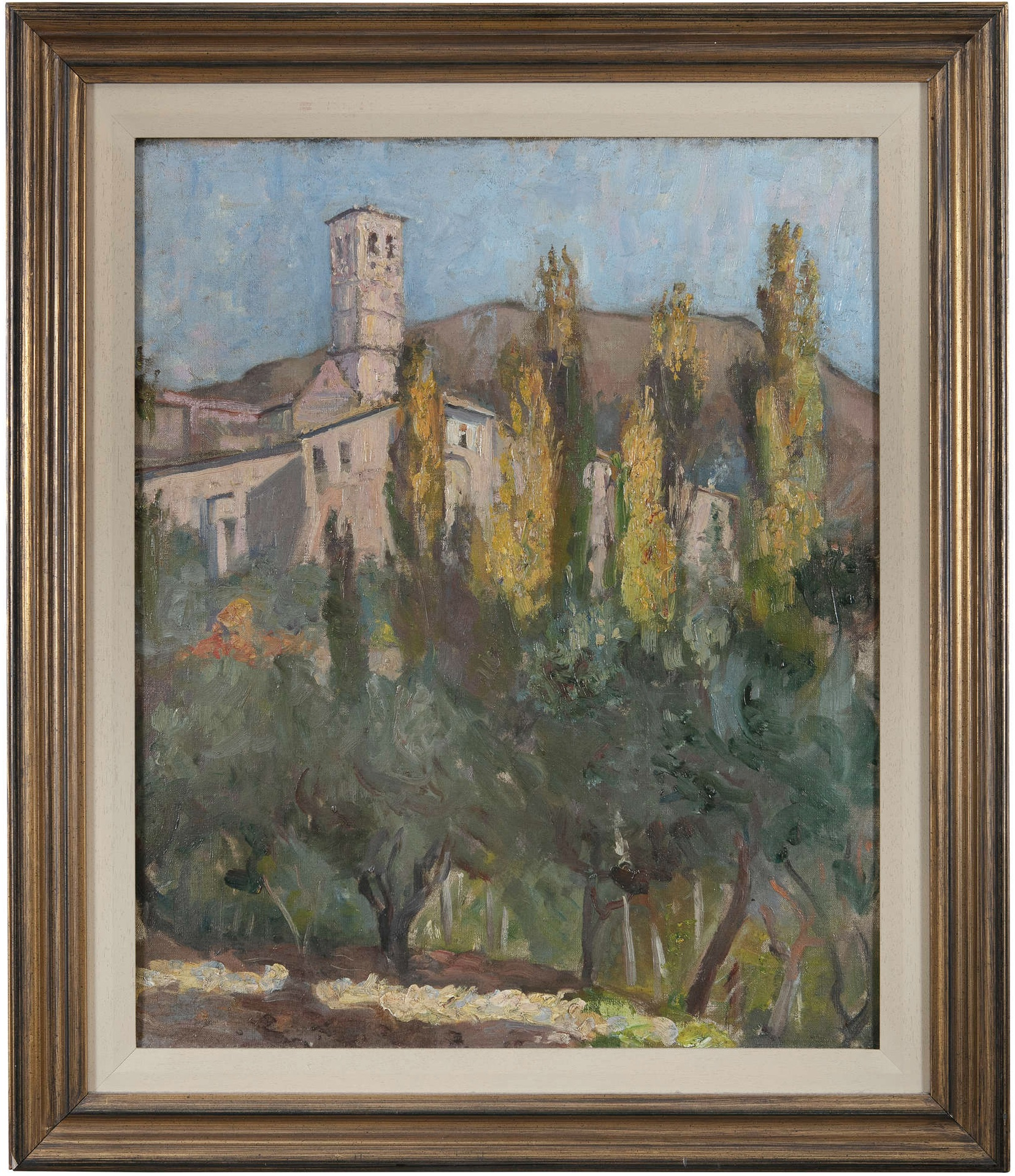
Herbert Daly: Italienische Kirche auf einem Hügel mit Pappeln im Vordergrund
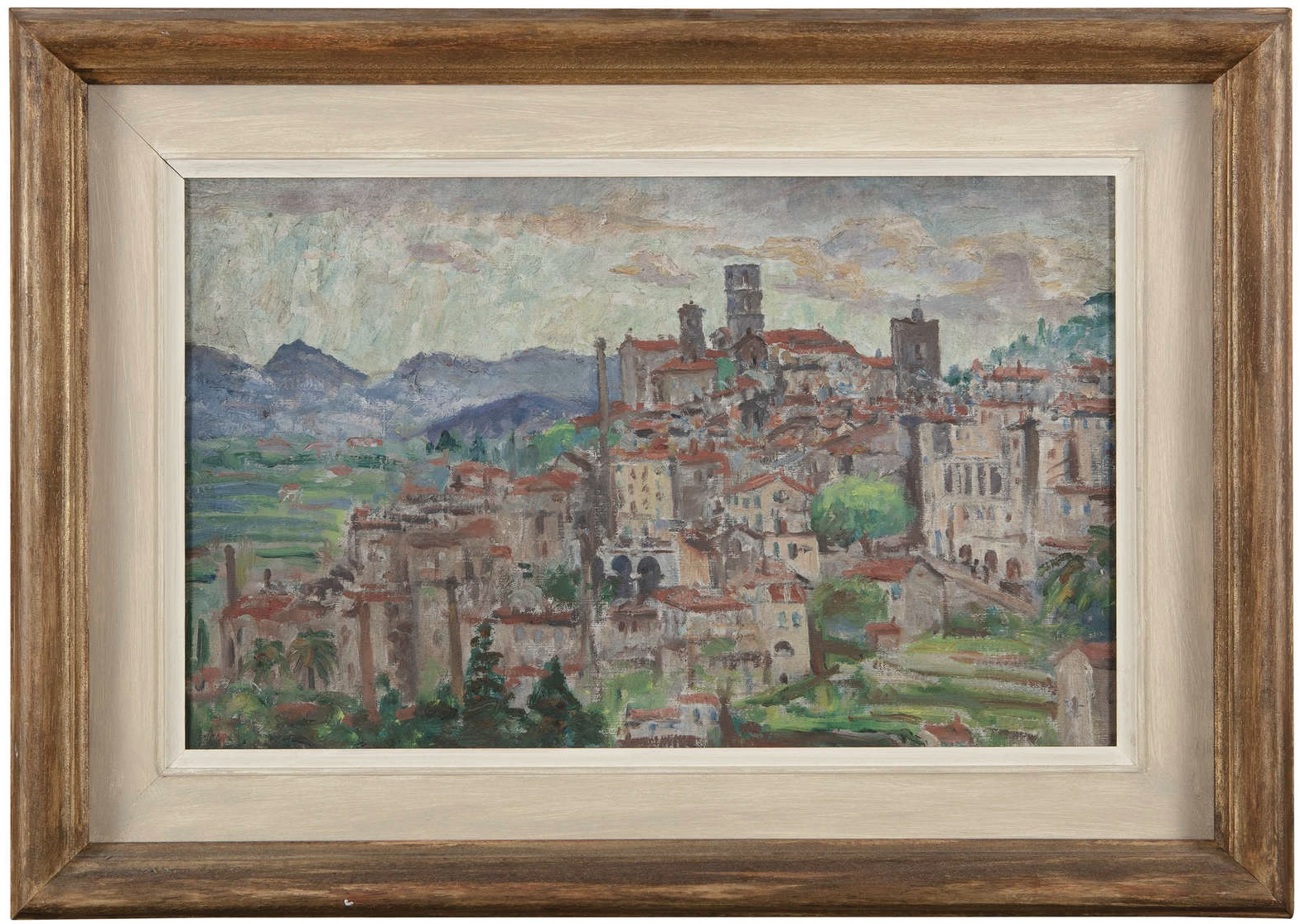
Herbert Daly: Italienische Stadt auf einem Berg
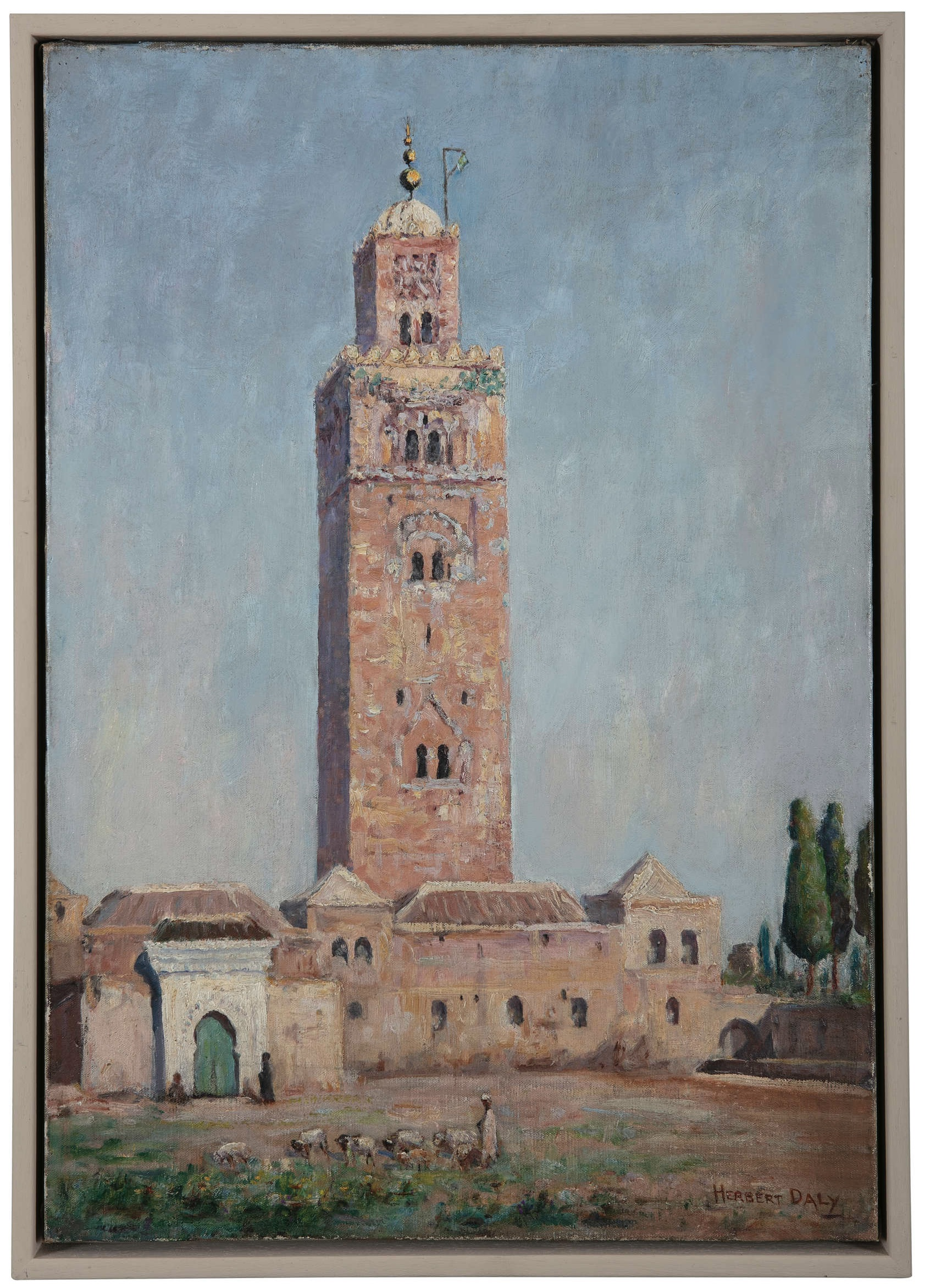
Herbert Daly: La Koutoubia, Marrakech (Die Koutoubia Moschee in Marrakesch)